# Barbara Pietrzak
Agnieszka Barbara Pietrzak, z d. Przybysz (ur. 16 lipca 1944 w Warszawie) – polska dziennikarka radiowa i esperantystka. Przez wiele lat pracowała w redakcji esperanckiej Radia Polonia, w latach 2000–2007 była jej redaktor naczelną. W latach 2007–2011 współtworzyła podkast Polskiego Radia w języku esperanto. Po jego zamknięciu w styczniu 2011 założyła prywatny podcast Pola Retradio en Esperanto (Polskie Radio Internetowe w Esperanto).
W 2007 podczas Światowego Kongresu Esperanto w Jokohamie (Japonia) została wybrana Sekretarz Generalną Universala Esperanto-Asocio (UEA), pełniła tę funkcję do roku 2013. Od 2013 członkini zarządu UEA. Od lipca 2007 jest także członkinią Akademio de Esperanto.